# Тьєдра
Тьєдра (ісп. Tiedra) — муніципалітет в Іспанії, у складі автономної спільноти Кастилія-і-Леон, у провінції Вальядолід. Населення — 350 осіб (2010).
Муніципалітет розташований на відстані близько 190 км на північний захід від Мадрида, 44 км на захід від Вальядоліда.
На території муніципалітету розташовані такі населені пункти: (дані про населення за 2010 рік)
- Побладура-де-Сотьєдра: 12 осіб
- Тьєдра: 338 осіб

## Демографія
Динаміка населення (INE ):